# Comunitat de comunes de Pornic
La Comunitat de comunes de Pornic (en bretó Kumuniezh-kumunioù Pornizh) és una estructura intercomunal francesa, situada al departament del Loira Atlàntic a la regió País del Loira però a la Bretanya històrica. Té una extensió de 236,46 kilòmetres quadrats i una població de 33.783 habitants (2010).

## Composició
Agrupa 8 comunes :
1. Pornic
2. Arthon-en-Retz
3. La Bernerie-en-Retz
4. Chauvé
5. Les Moutiers-en-Retz
6. La Plaine-sur-Mer
7. Préfailles
8. Saint-Michel-Chef-Chef